# Athyrma paucimacula
Athyrma paucimacula är en fjärilsart som beskrevs av Walter Karl Johann Roepke 1941. Athyrma paucimacula ingår i släktet Athyrma och familjen nattflyn. Inga underarter finns listade i Catalogue of Life.